# جائزة المغرب الكبرى 1958
جائزة المغرب الكبرى 1958 هو سباق فورمولا 1 أقيم بتاريخ 19 أكتوبر 1958 في دارة عين الذئاب، الدار البيضاء. كان الحادي عشر من أصل 11 في بطولة العالم لسباقات الفورمولا واحد موسم 1958. حلّ ستيرلنغ موس أولا بينما حلّ مايك هاوثورن في المركز الثاني وحصل على المركز الثالث فيل هيل.